# Ènema de fum de tabac

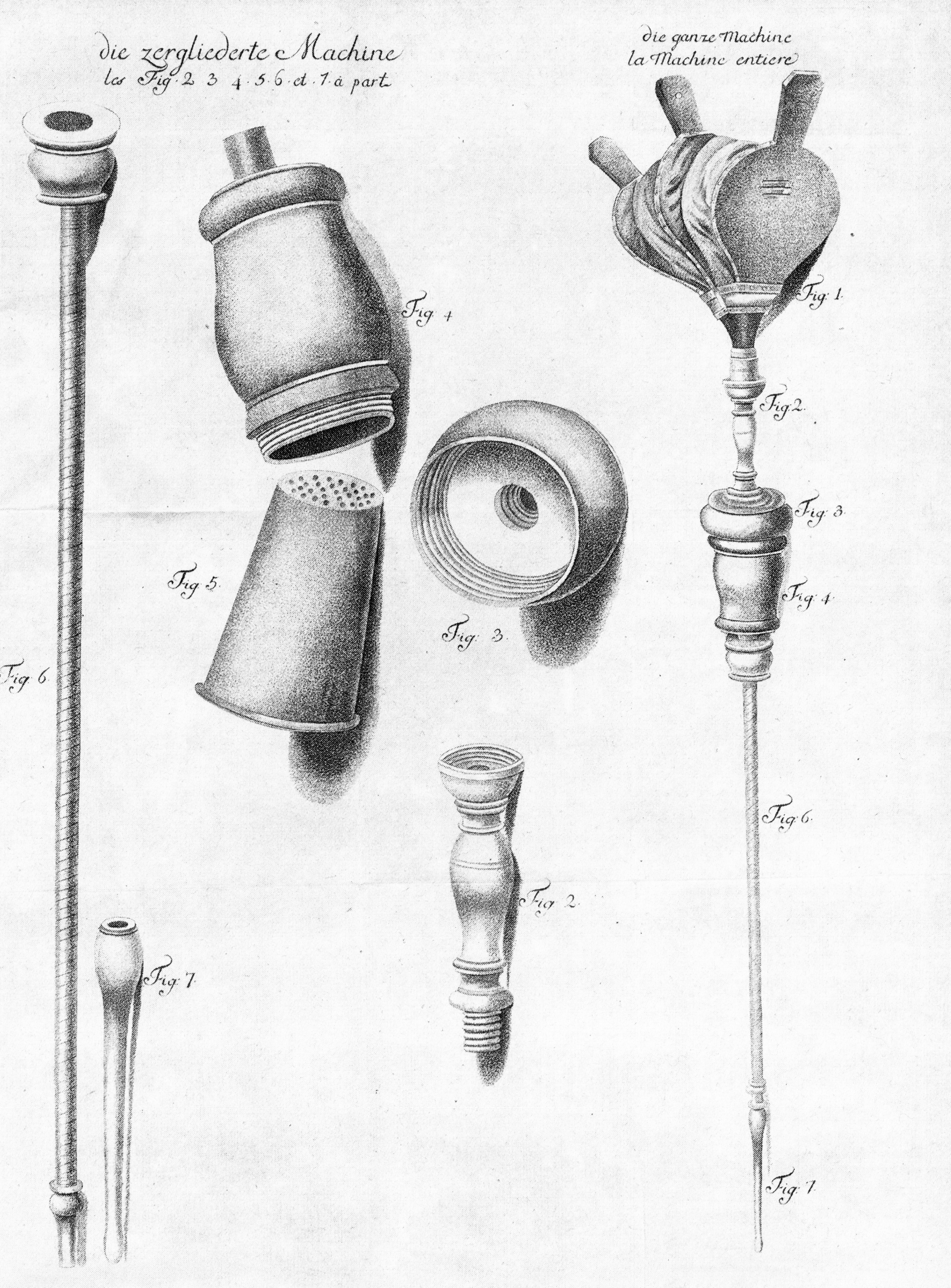
Un dibuix d'un llibre de text de 1776 d'un dispositiu d'ènema de fum de tabac, que consisteix en una broqueta, un fumigador i una manxa.

L'ènema de fum de tabac és una insuflació de fum de tabac al recte mitjançant l'ús d'un ènema. Aquest va ser un tractament mèdic emprat pels metges europeus per a una sèrie de malalties.
El tabac va ser reconegut com a medicina poc després de ser importat del Nou Món, i els metges occidentals utilitzaven el propi fum del tabac com a eina contra el refredat i la somnolència, però aplicant-lo mitjançant un ènema, el qual era una tècnica apresa dels pobles indígenes nord-americans. El procediment s'utilitzava per tractar el dolor intestinal i, sovint, es feien intents per reanimar les víctimes de quasi ofegament . Els ènemes de tabac líquid sovint es donaven per alleujar els símptomes d'una hèrnia .
Durant principis del segle XIX la pràctica va entrar en declivi en el moment en el qual va descobrir que el principal agent actiu del fum del tabac, la nicotina, és verinós.

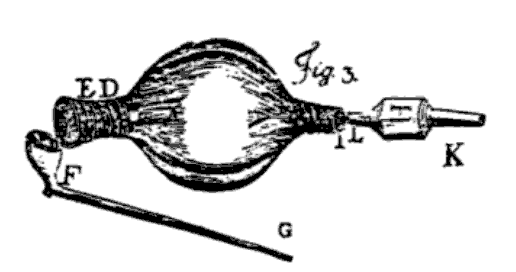
Un dispositiu més senzill i portàtil.
A: Bufeta de porc
FG: Pipa de fumar
D: Broqueta a la qual s'acobla la pipa
E: Toqueu
K: Con per a inserció rectal

Abans de la Borsa Colombina, el tabac era desconegut al Vell Món. Els nadius americans, dels quals els primers exploradors occidentals van aprendre sobre el tabac, utilitzaven la fulla per a una varietat de propòsits, inclòs el culte religiós, però els europeus aviat es van adonar que els americans també utilitzaven el tabac amb finalitats medicinals. El diplomàtic francès Jean Nicot va utilitzar una cataplasma de tabac com a analgèsic, i Nicolás Monardes va defensar el tabac com a tractament per a una llarga llista de malalties, com ara càncer, mals de cap, problemes respiratoris, rampes d'estómac, gota, cucs intestinals i malalties femenines. La ciència mèdica contemporània va donar molt de pes a l'humorisme, i durant un curt període el tabac es va esdevenir en una panacea. El seu ús s'esmentava a la farmacopea com a eina contra el refredat i la somnolència provocats per certes afeccions mèdiques, i la seva eficàcia s'explicava per la seva capacitat d'absorbir humitat, escalfar parts del cos i, per tant, mantenir l'equilibri que es considerava tan important per a una persona sana. En un intent de dissuadir les malalties, també es va utilitzar tabac per a la fumigació d'edificis.
A més de l'ús d'ènemes de fum de tabac per part dels propis nadius americans per estimular la respiració, els metges europeus també els empraven per a una sèrie de malalties, com, per exemple, mals de cap, insuficiència respiratòria, refredats, hèrnies, rampes abdominals, febre tifoide i brots de còlera.

Un exemple primerenc de l'ús europeu d'aquest procediment va ser el descrit l'any 1686 per Thomas Sydenham, qui, per curar la passió ilíaca, va prescriure primer un sagnat, seguida d'un ènema de fum de tabac: 
Aquí, per tant, crec que és més apropiat sagnar primer al braç, i una o dues hores després vomitar una forta expectoració purgant; i no en conec cap de tan fort i eficaç com el fum del tabac, forçat a pujar a través d'una gran bufeta fins als intestins per una pipa invertida, que es pot repetir després d'un curt interval, si el primer, en deixar anar una femta, no obre un pas cap avall. Thomas Sydenham 
Emulant els Catawba, els agricultors danesos del segle XIX utilitzaven aquests ènemes per als cavalls que es trobaven estrenyits.

## Opinió mèdica
Per als metges de l'època, el tractament adequat per a la "mort aparent" era la calor i l'estimulació. Anne Greene, una dona condemnada a mort i penjada el 1650 pel suposat assassinat del seu fill nascut mort, va ser trobada pels anatomistes encara viva. La van reviure abocant- li cordial calent per la gola, fregant-li les extremitats, sagnant-la, aplicant-li apòsits calefactors i un "clíster odorífer i calefactor que s'havia d'injectar al seu cos per donar calor i escalfor als seus intestins". Després de posar-la en un llit calent amb una altra dona per mantenir-la calenta, es va recuperar completament i va ser perdonada.
Es creia que la respiració artificial, així com inhalar fum als pulmons o al recte, eren útils indistintament, però l'ènema de fum es considerava el mètode més potent, a causa de les seves suposades propietats d'escalfament i estimulació. Els holandesos van experimentar amb mètodes per inflar els pulmons, com a tractament per a aquells que havien caigut als seus canals i aparentment s'havien ofegat. També es van administrar infusions rectals de fum de tabac als pacients, com a estimulant respiratori. Richard Mead va ser un dels primers estudiosos occidentals a recomanar ènemes de fum de tabac per reanimar les víctimes d'ofegament, quan l'any 1745 va recomanar glisters de tabac per tractar l'ofegament iatrogènic causat per la teràpia d'immersió.
El seu nom va ser citat en un dels primers casos documentats de reanimació mitjançant l'aplicació rectal de fum de tabac, l'any 1746, quan es va tractar una dona aparentment ofegada. Seguint el consell d'un mariner que passava, el marit de la dona va introduir la canya de la pipa del mariner al seu recte, va tapar la cassola amb un tros de paper perforat i "va bufar fort". Pel que sembla, la dona va ser reanimada.

A la dècada del 1780, la Royal Humane Society va instal·lar kits de reanimació, que incloïen els mateixos ènemes de fum, en diversos punts del riu Tàmesi. A principis del segle XIX, els ènemes de fum de tabac s'havien convertit en una pràctica establerta en la medicina occidental, considerada per les Societats Protectores d'Animals tan important com la respiració artificial .
Brilla el tabac, respira i sagna.
Mantén-te calent i frega fins que tinguis èxit.
I no escatimes esforços;
Que algun dia et sigui compensat."

---Houlston (24 de setembre de 1774)
Brilla el tabac, respira i sagna. Mantén-te calent i frega fins que tinguis èxit. I no escatimeixis esforços pel que fas; Que algun dia et sigui recompensat.
En el 1805, l'ús del fum del tabac aplicat per via rectal estava tan establert com a manera de tractar les constriccions obstinades del canal alimentari que els metges van començar a experimentar amb altres mecanismes d'administració. En un experiment, es va utilitzar una decocció de mig dracma de tabac en quatre unces d'aigua com a ènema en un pacient que patia convulsions generals i no s'esperava cap recuperació. La decocció va funcionar com un agent potent per penetrar i "despertar la sensibilitat" del pacient per acabar amb les convulsions, tot i que la decocció va provocar nàusees, vòmits i sudoració profusa. Aquests ènemes s'utilitzaven sovint per tractar hèrnies . Es va informar que el 1843 un home de mitjana edat havia mort després d'una aplicació realitzada per tractar una hèrnia estrangulada, i en un cas similar el 1847 a una dona se li va administrar un ènema de tabac líquid, complementat amb un ènema de brou de pollastre i pastilles d'opi i calomel (per via oral). La dona es va recuperar més tard.
En el 1811, un escriptor mèdic va assenyalar que "els poders de l'ènema de tabac són tan notables que han captat l'atenció dels professionals d'una manera notable. S'ha escrit molt sobre els efectes i el mètode d'exhibir el fum del tabac per anum", proporcionant una llista de publicacions europees sobre el tema. Els ènemes de fum també s'utilitzaven per tractar diverses altres afeccions. Un informe de 1827 en una revista mèdica parla d'una dona tractada per restrenyiment amb ènemes de fum repetits, amb poc èxit aparent. Segons un informe de 1835, els ènemes de tabac es van utilitzar amb èxit per tractar el còlera "en fase de col·lapse".
Els atacs a les teories sobre la capacitat del tabac per curar malalties havien començat a principis del segle XVII. El rei Jaume I va criticar durament la seva eficàcia, escrivint que "no es dignarà a curar aquí cap altra malaltia que no sigui de manera neta i cortesana". D'altres afirmaven que fumar calmava els humors, que el tabac embrutava el cervell i que la gent gran no havia de fumar, ja que ja estaven ressecs de manera natural.
Tot i que certes creences sobre l'eficàcia del fum del tabac per protegir contra les malalties van persistir fins ben entrat el segle XX, l'ús d'ènemes de fum en la medicina occidental va disminuir després de del 1811, quan mitjançant l'experimentació amb animals Benjamin Brodie va demostrar que la nicotina —el principal agent actiu present en el fum del tabac— és un verí cardíac que pot aturar la circulació de la sang.
El declivi d'aquesta pràctica mencionada i el reconeixement de la seva toxicitat van portar a la figura retòrica de "bufar-se fum al cul", que significa mentir a algú per afalagar-lo.